# IMBEL IA2
Il fucile d'assalto IMBEL IA2 è progettato e costruito in Brasile da IMBEL per sostituire FN FAL, M16A2 e HK33 attualmente in servizio con le Esercito brasiliano e forze armate brasiliane.

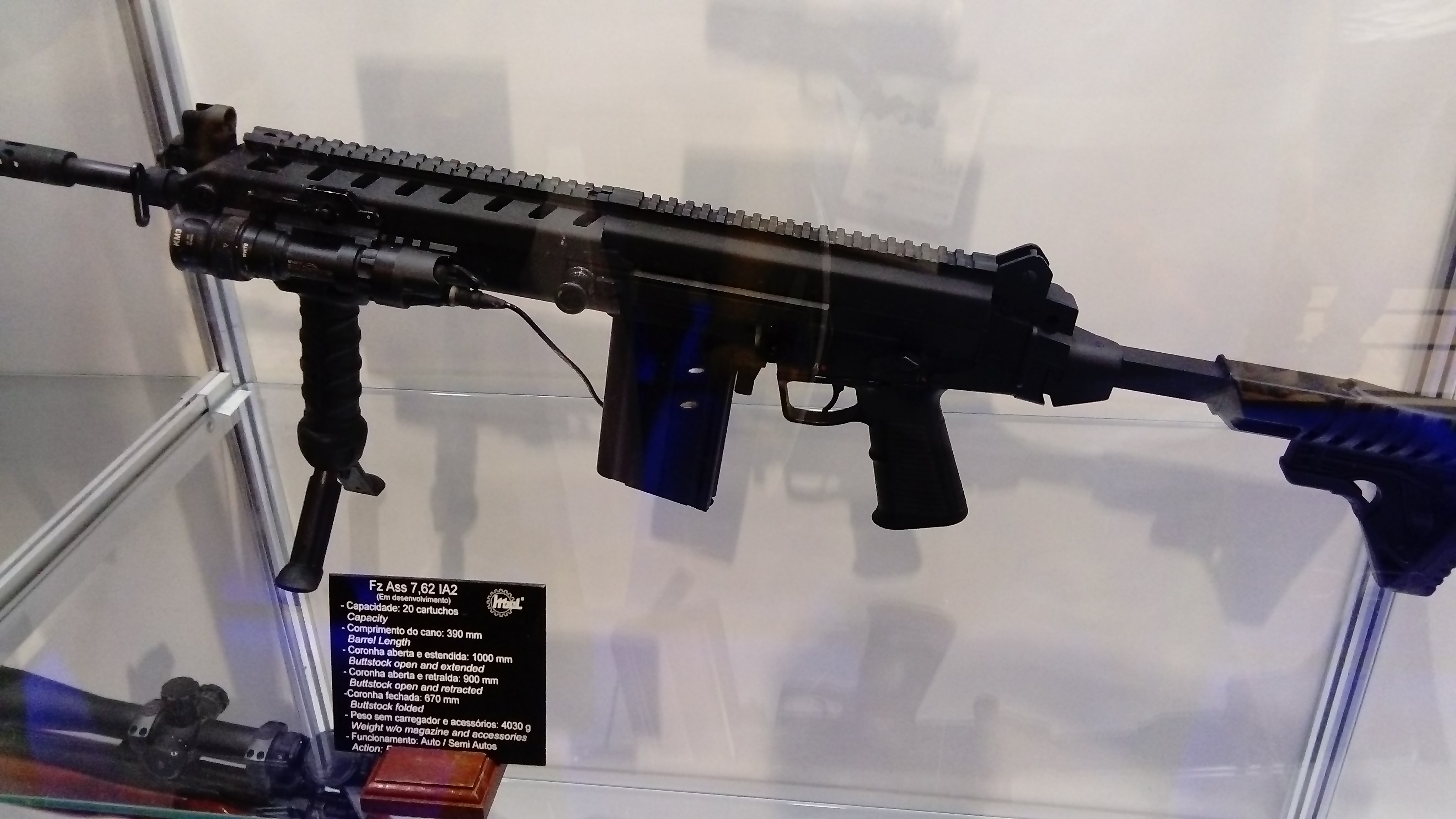
IMBEL IA2 7.62mm

Il prodotto finale ha realizzato più di 70.000 colpi, test di resistenza, sottoposti a sabbia, polvere, alte e basse temperature, nonché immersione in acqua, seguita da colpi. Le prestazioni nei test in un ambiente giungla hanno dimostrato la sua affidabilità, così come il suo tempo di esecuzione di 15 secondi dopo l'immersione, sono state testate anche le sue prestazioni in paracadutismo, caatinga e operazioni speciali.

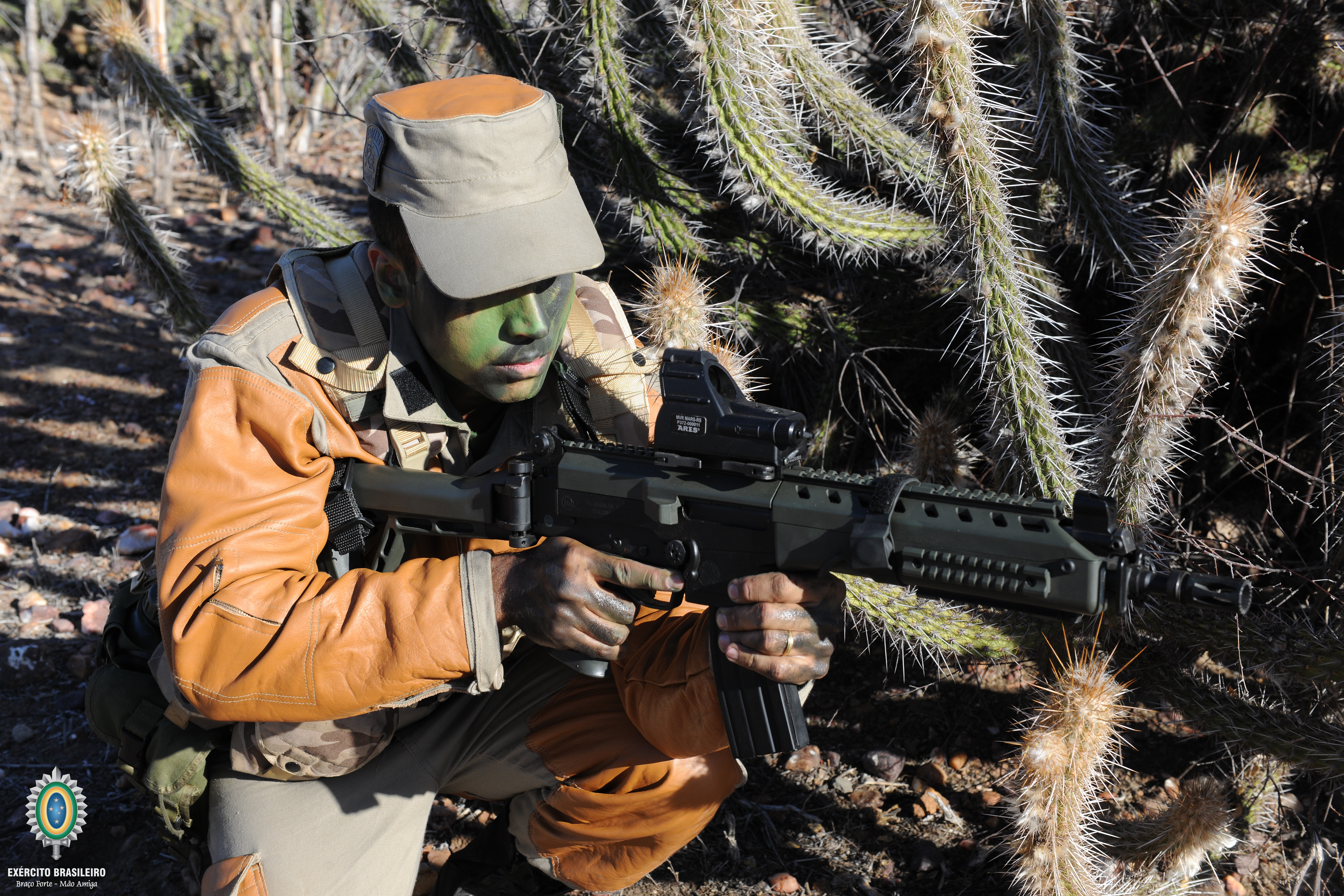
Soldato della truppa Caatinga con fucile IA2

## Design
L'IA2 è disponibile in 2 calibri: 5,56 × 45 mm NATO e 7,62 × 51 mm NATO. Non è un sistema d'arma modulare come Colt CM901, Remington ACR, CZ 805 BREN o Beretta ARX 160.
La variante 7,62 mm utilizza ancora il sistema operativo FAL (otturatore oscillante) rispetto al bullone girevole del 5,56 mm e fa ampio uso di polimeri e presenta una maniglia di armamento non reversibile sul lato sinistro del ricevitore. La variante 5,56 mm accetta un caricatore standard STANAG, mentre la 7,62 accetta caricatore standard FN FAL. Il sistema del gas IA2 può essere regolato manualmente.
Grazie alle guide Picatinny integrate, l'IA2 supporta un'ampia gamma di attrezzature e accessori come cannocchiali, torce elettriche, lanciagranate, laser, ecc.

## Varianti
- IMBEL A2 - 5,56 mm 17,7"
- IMBEL A2 - 5,56 mm Carabina 14,5"
- IMBEL A2 CQC - 5,56 mm 10,3 "
- IMBEL A2 - Fucile d'assalto/carabina 7,62 mm
- IMBEL A2 - Fucile da cecchino 7,62 mm 20"